# Tampa Bay Buccaneers 2020
La stagione 2020 dei Tampa Bay Buccaneers è stata la 43ª della franchigia nella National Football League e la seconda sotto la direzione del capo-allenatore Bruce Arians. La squadra con un record di 11-5 si qualificò per la prima volta per i playoff dal 2007 (la seconda più lunga striscia attiva) e andò in doppia cifra con le vittorie per la prima volta dal 2010.
La squadra vinse la sua prima gara nei playoff dal 2002 quando conquistò il Super Bowl quando batté il Washington Football Team 31–23 nel turno delle wild card. Nel divisional round affrontò i New Orleans Saints, che l'aveva battuta due volte nella stagione regolare, vincendo per 30–20. Nella finale della NFC Tampa Bay affrontò i Green Bay Packers numero 1 del tabellone vincendo per 31–26 qualificandosi per il Super Bowl LV, dove batté i Kansas City Chiefs, diventando la prima squadra della storia a giocare il Super Bowl nello stadio di casa. 
Il 20 marzo 2020, la squadra firmò il quarterback veterano dai New England Patriots Tom Brady. I Buccaneers ottennero inoltre in uno scambio l'ex compagno di Brady, il tight end Rob Gronkowski. Il 23 ottobre 2020, i Buccaneers firmarono l'ex wide receiver All-Pro Antonio Brown, al suo ritorno nella NFL dopo un anno di assenza.
Furono infranti diversi record di franchigia durante la stagione regolare. Tom Brady lanciò un primato di franchigia di 40 touchdown mentre Mike Evans batté quello dei touchdown su ricezione con 13. Evans divenne il primo wide receiver della storia a ricevere 1.000 yard in ognuna delle sue prime sette stagioni. Brady ebbe anche il miglior passer rating (102,2) nella storia della squadra e di gare con 4 o più passaggi da touchdown. La squadra stabilì i suoi nuovi primati per punti segnati (492) e touchdown totali (59). Il kicker Ryan Succop stabilì un altro record dei Bucs con 136 punti segnati. La squadra inoltre pareggiò il suo primato con sei vittorie consecutive. 

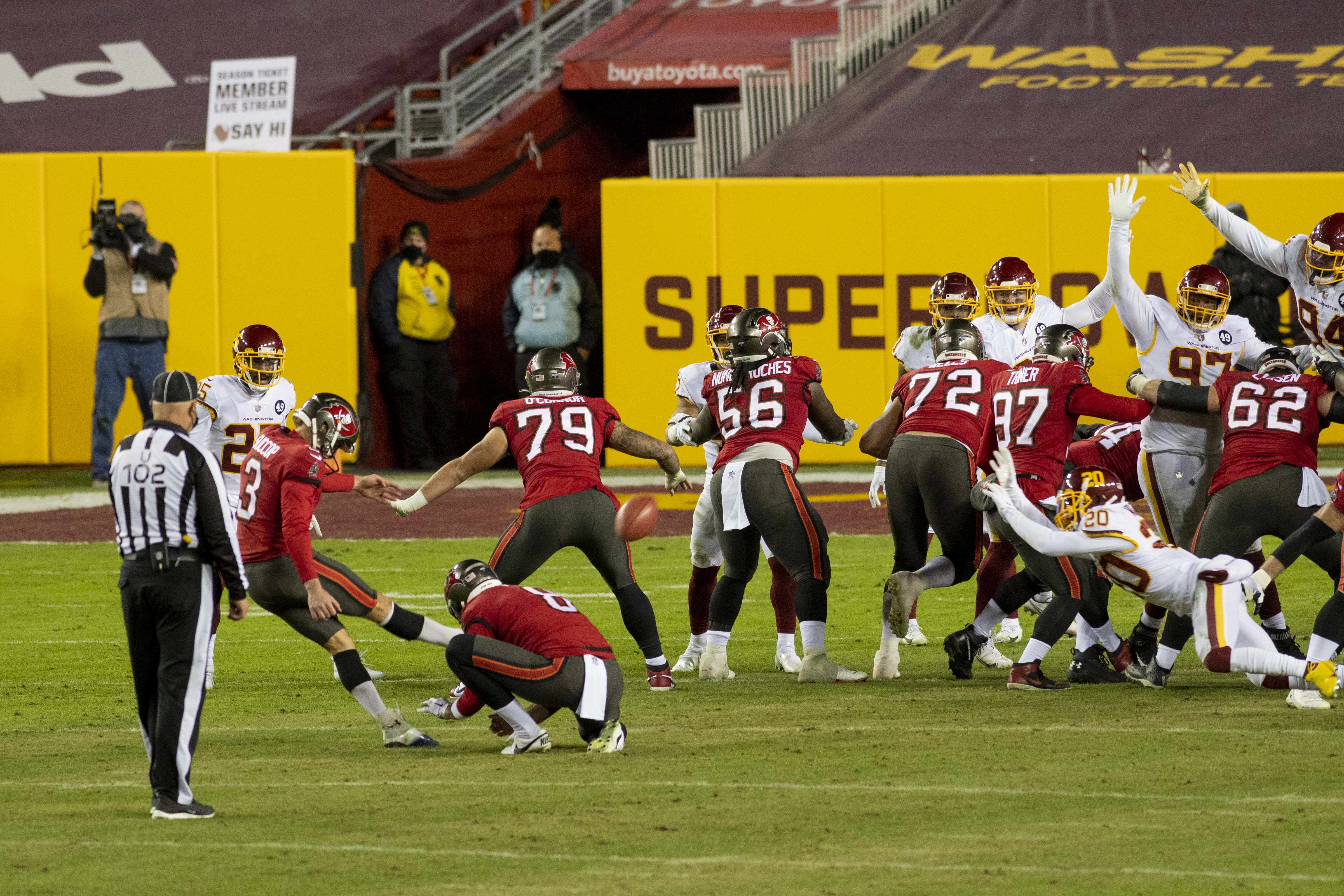
La partita del primo turno di playoff contro Washington

## Scelte nel Draft 2020
| Scelte dei Buccaneers nel Draft 2019 |        |                      |       |                     |
| Giro                                 | Scelta | Giocatore            | Ruolo | College             |
| 1                                    | 13     | Tristan Wirfs        | OT    | Iowa                |
| 2                                    | 45     | Antoine Winfield Jr. | S     | Minnesota           |
| 3                                    | 76     | Ke'Shawn Vaughn      | RB    | Vanderbilt          |
| 5                                    | 161    | Tyler Johnson        | WR    | Minnesota           |
| 6                                    | 194    | Khalil Davis         | DL    | Nebraska            |
| 7                                    | 241    | Chapelle Russell     | LB    | Temple              |
| 7                                    | 245    | Raymond Calais       | RB    | Louisiana-Lafayette |

## Staff
| Staff dei Tampa Bay Buccaneers nel 2020 |
| --- |
| Organi dirigenziali - Proprietario – Fondo di Malcolm Glazer - Co-chairman – Bryan Glazer - Co-chairman – Edward Glazer - Co-chairman – Joel Glazer - General manager – Jason Licht - Direttore del personale dei giocatori – John Spytek - Direttore delle operazioni del football – Shelton Quarles - Direttore degli osservatori del college – Mike Biehl - Direttore degli osservatori del college – Rob McCartney - Direttore dell'amministrazione del football – Mike Greenberg Capo allenatore - Capo-allenatore – Bruce Arians - Assistente c.a./gioco sulle corse – Harold Goodwin - Assistente c.a. – Mike Chiurco Altri allenatori - Preparatore atletico – Anthony Piroli - Velocità e condizione – Roger Kingdom - Assistente p.a. – Michael Stacchiotti - Assistente p.a. – Chad Wade - Assistente p.a. - Maral Javadifar Allenatori dell'attacco - Coordinatore offensivo - Byron Leftwich - Quarterback – Clyde Christensen - Running back – Todd McNair - Wide receiver – Kevin Garver - Tight end – Rick Christophel - Offensive line – Joe Gilbert - Assistente – Antwaan Randle El - Controllo qualità – John Van Dam - Consulente attacco - Tom Moore Allenatori della difesa - Coordinatore difensivo – Todd Bowles - Defensive line – Kacy Rodgers - Assistente defensive line - Lori Locust - Outside linebacker – Larry Foote - Inside linebacker – Mike Caldwell - Cornerbacks – Kevin Ross - Safety – Nick Rapone - Assistente difesa/special team – Cody Grimm - Controllo qualità – Tim Atkins Allenatori dello special team - Coordinatore dello Special Team: Keith Armstrong - Specialista – Chris Boniol |

## Roster
| Roster dei Tampa Bay Buccaneers nel 2020 |
| --- |
| Quarterback - 12 Tom Brady - 11 Blaine Gabbert - 4 Ryan Griffin Running Back - 28 Leonard Fournette - 27 Ronald Jones II - 25 LeSean McCoy - 30 Ke'Shawn Vaughn Wide Receiver - 81 Antonio Brown - 13 Mike Evans - 14 Chris Godwin - 18 Tyler Johnson - 85 Jaydon Mickens - 10 Scotty Miller - 17 Justin Watson Tight End - 82 Antony Auclair - 84 Cameron Brate - 87 Rob Gronkowski - 88 Tanner Hudson Offensive Linemen - 73 Joe Haeg T - 66 Ryan Jensen C - 74 Ali Marpet G - 76 Donovan Smith T - 64 Aaron Stinnie G - 72 Josh Wells T - 78 Tristan Wirfs T Defensive Linemen - 94 Khalil Davis DE - 92 William Gholston DE - 95 Jeremiah Ledbetter DE - 96 Steve McLendon NT - 56 Rakeem Nunez-Roches NT - 79 Pat O'Connor DE - 93 Ndamukong Suh DE - 50 Vita Vea NT Linebacker - 58 Shaquil Barrett OLB - 41 Deone Bucannon MLB - 54 Lavonte David ILB - 49 Cam Gill OLB - 51 Kevin Minter ILB - 98 Anthony Nelson OLB - 90 Jason Pierre-Paul OLB - 45 Devin White ILB Defensive Back - 26 Andrew Adams SS - 43 Ross Cockrell CB - 24 Carlton Davis CB - 35 Jamel Dean CB - 32 Mike Edwards FS - 23 Sean Murphy-Bunting CB - 29 Ryan Smith CB - 33 Jordan Whitehead SS - 31 Antoine Winfield Jr. FS Special Team - 8 Bradley Pinion P - 3 Ryan Succop K - 97 Zach Triner LS Lista delle riserve - 44 Kenjon Barner RB (IR-DRF) - 65 Alex Cappa G (IR) - 48 Jack Cichy MLB (IR) - 5 John Franklin III WR (IR) - 80 O.J. Howard TE (IR) - 22 T.J. Logan RB (IR) - 62 Brad Seaton OT (Opt-out) - 62 A.Q. Shipley C (IR) Squadra di allenamento - 57 Quinton Bell OLB - 15 Cyril Grayson WR (Practice squad/Injured) - 34 Javon Hagan S - 16 Travis Jonsen WR - 1 Greg Joseph K - 62 Ted Larsen G - 74 Nick Leverett G - 86 Codey McElroy TE - 36 Herb Miller CB - 75 John Molchon G - 89 Josh Pearson WR - 91 Benning Potoa'e NT - 21 C.J. Prosise RB - 52 Garrison Sanborn LS - 71 Kobe Smith DE - 6 Drew Stanton QB - 9 Matt Wile P 53 attivi, 9 inattivi, 16 nella squadra di allenamento |
| Legenda - I rookie sono in corsivo. - Il primo ruolo è il principale mentre gli eventuali successivi indicano i ruoli secondari. - (IR) sta per Injured Reserve ed indica la lista ristretta per un solo giocatore infortunato che può tornare ad allenarsi dopo la settimana 6 e a rientrare in prima squadra dopo che questa ha giocato 8 partite. - (NF-Inj.) / (NF-Ill.) stanno rispettivamente per Non-Football Injured e Non-Football Illness ed indicano le liste dove viene inserito un giocatore che ha un infortunio o una malattia non dipendente dal football americano. - (PUP) sta per Physically Unable to Perform ed indica la lista dove viene inserito un giocatore mentre è in attesa di recuperare la condizione fisica. Nella stagione regolare dopo la sesta partita giocata dalla propria squadra, il giocatore ha tempo tre settimane per riprendere ad allenarsi, più tre settimane aggiuntive dal suo rientro agli allenamenti per rientrare in prima squadra. |

## Calendario

### Pre-stagione
Il calendario della fase pre-stagionale è stato annunciato il 7 maggio 2020. Tuttavia, il 27 luglio 2020, il commissioner della NFL Roger Goodell ha annunciato la cancellazione totale della pre-stagione, a causa della pandemia di Covid-19.

### Stagione regolare
| Stagione regolare |                    |                       |                    |                    |                            |                    |
| Turno             | Data               | Avversario            | Risultato          | Record             | Stadio                     | Sintesi            |
| 1                 | 13 settembre       | at New Orleans Saints | S 23–34            | 0–1                | Mercedes-Benz Superdome    | Recap              |
| 2                 | 20 settembre       | Carolina Panthers     | V 31–17            | 1–1                | Raymond James Stadium      | Recap              |
| 3                 | 27 settembre       | at Denver Broncos     | V 28–10            | 2–1                | Empower Field at Mile High | Recap              |
| 4                 | 4 ottobre          | Los Angeles Chargers  | V 38–31            | 3–1                | Raymond James Stadium      | Recap              |
| 5                 | 8 ottobre          | at Chicago Bears      | S 19–20            | 3–2                | Soldier Field              | Recap              |
| 6                 | 18 ottobre         | Green Bay Packers     | V 38–10            | 4–2                | Raymond James Stadium      | Recap              |
| 7                 | 25 ottobre         | at Las Vegas Raiders  | V 45–20            | 5–2                | Allegiant Stadium          | Recap              |
| 8                 | 2 novembre         | at New York Giants    | V 25–23            | 6–2                | MetLife Stadium            | Recap              |
| 9                 | 8 novembre         | New Orleans Saints    | S 3–38             | 6–3                | Raymond James Stadium      | Recap              |
| 10                | 15 novembre        | at Carolina Panthers  | V 46–23            | 7–3                | Bank of America Stadium    | Recap              |
| 11                | 23 novembre        | Los Angeles Rams      | S 24–27            | 7–4                | Raymond James Stadium      | Recap              |
| 12                | 29 novembre        | Kansas City Chiefs    | S 24–27            | 7–5                | Raymond James Stadium      | Recap              |
| 13                | Settimana di pausa | Settimana di pausa    | Settimana di pausa | Settimana di pausa | Settimana di pausa         | Settimana di pausa |
| 14                | 13 novembre        | Minnesota Vikings     | V 26–14            | 8–5                | Raymond James Stadium      | Recap              |
| 15                | 20 novembre        | at Atlanta Falcons    | V 31–27            | 9–5                | Mercedes-Benz Stadium      | Recap              |
| 16                | 26 dicembre        | at Detroit Lions      | V 47–7             | 10–5               | Ford Field                 | Recap              |
| 17                | 3 gennaio          | Atlanta Falcons       | V 44–27            | 11–5               | Raymond James Stadium      | Recap              |

Note: gli avversari della propria division sono in grassetto.

### Playoff
| Playoff          |                 |                                 |           |        |                         |       |
| Turno            | Data            | Avversario (seed)               | Risultato | Record | Stadio                  | Recap |
| Wild Card        | 9 gennaio 2021  | at Washington Football Team (4) | V 31–23   | 1–0    | FedExField              | Recap |
| Divisional       | 17 gennaio 2021 | at New Orleans Saints (2)       | V 30–20   | 2–0    | Mercedes-Benz Superdome | Recap |
| NFC Championship | 24 gennaio 2021 | at Green Bay Packers (1)        | V 31–26   | 3–0    | Lambeau Field           | Recap |
| Super Bowl LV    | 7 febbraio 2021 | vs. Kansas City Chiefs (A1)     | V 31–9    | 4–0    | Raymond James Stadium   | Recap |

## Premi

### Premi settimanali e mensili
- Shaquil Barrett:

difensore della NFC della settimana 3
- Lavonte David:

difensore della NFC del mese di novembre
- Antoine Winfield Jr.:

rookie difensivo del mese di settembre
- Tom Brady:

giocatore offensivo della NFC della settimana 4
quarterback della settimana 4
giocatore offensivo della NFC del mese di ottobre
quarterback della settimana 17
- Devin White:

difensore della NFC della settimana 7
difensore della NFC della settimana 15
- Ryan Succop:

giocatore degli special team della NFC della settimana 8
giocatore degli special team della NFC della settimana 17
- Ronald Jones:

running back della settimana 10